# P-47 Thunderbolt
P-47 Thunderbolt er et amerikansk jagerfly, bygget af Republic.
P-47 Thunderbolt er et af de mest kendte og mest robuste amerikanske fly fra 2. verdenskrig, hvor det blev anvendt af US Army Air Forces og RAF som jagerfly og jagerbomber.
P-47 Thunderbolt blev bl.a. brugt som eskorte for de amerikanske bombefly under deres togter over Tyskland, men også til angreb mod jordmål. RAF anvendte Thunderbolt mod japanerne da luftkølede flymotorer bedst kan tåle tropefugten og fordi amerikanske fly nemmere kunne sendes til Burma. Der blev i alt bygget 15.686 eksemplarer af dette fly.
Det amerikanske flyver-es "Gabby" Gabreski nedskød 28 tyske fly, mens han fløj P-47.
| Luftfart | Spire Denne artikel om flyvning er en spire som bør udbygges. Du er velkommen til at hjælpe Wikipedia ved at udvide den. |